# Ensi
Ensi (sum. ensi2 zapisywane PA.TE.SI) – tytuł sumeryjski oznaczający księcia lub namiestnika prowincji. Pierwotnie oznaczał prawdopodobnie wysokiego kapłana, którego kompetencje obejmowały nadzór nad budową świątyni. W okresie starosumeryjskim termin ensi powszechnie oznaczał niezależnego władcę miasta-państwa. Posiadał on na swoim terytorium pełnię władzy ustawodawczej, wojskowej, sądowej i administracyjnej. Jeśli miejscowy książę w drodze podbojów podporządkowywał sobie inne państewka, a jego zwierzchnictwo zaczynało obejmować większe terytorium, nazywano go lugal, tłumaczone jako "wielki człowiek". Od okresu staroakadyjskiego (czasy Sargona Wielkiego) termin ten oznaczał już tylko podporządkowanego królowi namiestnika prowincji. To samo znaczenie zachował w epokach późniejszych, w tym w państwie babilońskim.